# Население на Мароко
Населението на Мароко според последното преброяване от 2014 г. е 33 337 529 души.

## Численост
Численост на населението според преброяванията през годините:
| Година | Численост  |
| 1994   | 25 821 571 |
| 2004   | 29 475 763 |
| 2014   | 33 337 529 |

## Възрастова структура
(2006)
- 0-14 години: 31,6% (мъжe 5 343 976 / жени 5 145 019)
- 15-64 години: 63,4% (мъже 10 505 018 / жени 10 580 599)
- над 65 години: 5% (мъже 725 116 / жени 941 531)

(2009)
- 0-14 години: 30% (мъжe 5 333 396 / жени 5 131 886)
- 15-64 години: 64,7% (мъже 11 261 139 / жени 11 305 792)
- над 65 години: 5,2% (мъже 781 089 / жени 1 046 062)

## Коефициент на плодовитост
- 2009-2.27
- 2010-2.23

## Етнически състав
- 26 000 000 – араби (80%)
- 6 000 000 – бербери (19%)
- 360 000 – други националности (1%)

## Религия
- 98,7% – мюсюлмани
- 1,1 % – християни
- 0,2 % – юдаисти